# Museu Nacional d'Eritrea
El Museu Nacional d'Eritrea és un museu nacional situat a Asmara (Eritrea). Fou inaugurat el 1992 per Woldeab Woldemariam de manera provisional al Palau del Governador. Des del 1997 el museu es traslladà a l'antic edifici de l'escola Comboni de monges per a dones. L'objectiu del Museu Nacional d'Eritrea és promoure l'estudi de la història Eritrea, dins i fora del país, així com impulsar les excavacions arqueològiques. A conseqüència de la seva tasca, el 1996 el govern central d'Eritrea va presentar alguns indrets perquè la UNESCO els declari Llocs de Patrimoni Mundial: Adulis, Dahlak Kebir, Matara, Nakfa i Qohaito.

## Història
Eritrea va formar part de l'Imperi colonial italià i més tard d'Etiòpia. Quan Etiòpia esdevingué comunista, el 1975, l'exèrcit d'alliberament va lluitar per la independència fins que la va guanyar el 1993. Tots els objectes que al principi formaven part del museu després de la independència es van portar al Palau del Governador. El 1992, la UNESCO va finançar l'establiment del Museu Nacional d'Eritrea, portant tots els objectes al nou museu. El Museu és administrat pel Ministeri de Cultura.
El 1992 el museu s'establí al centre de la ciutat d'Asmara. Mostra artefactes històrics d'Eritrea, i col·leccions arqueològiques i de la història contemporània del país. Amb motiu de la guerra a partir del 2010 el museu va patir molts desperfectes. Amb la llibertat d'Eritrea el museu ha millorat.